# 龙潜 (1910年)
龙潜（1910年—1979年1月22日），曾用名龙高轩、徐维平，男，四川云阳人，中国共产党及中华人民共和国官员，第五届全国政协常务委员。曾任中國歷史博物館館長、黨委書記。

## 生平
龙潜早年考入上海一所大学后，其父为他说了一门亲事，强迫他结婚。婚后不久，龙潜即去上海开始大学生活。1930年，龙潜参加中国共产党领导的革命。1932年2月加入中国共产主义青年团。当时“白色恐怖”严重，1932年他们在一个小剧场秘密开会，因遭人举报，剧场被军警包围，与会者几乎全部被捕，其中包括龙潜，此即当时有名的“共舞台”案件。龙潜被关在南京军人监狱。在狱中坚持斗争。1933年2月在狱中转为中国共产党党员。
抗日战争全面爆发后，经中共党组织营救出狱。后赴延安，历任陕北公学人事部科长，中共中央长江局党训班主任。1938年春，出任新四军驻桂林办事处主任。1938年8月到1940年9月，任新四军驻湘办事处指导员。1939年2月到1941年2月，任广西桂林八路军办事处秘书、行政负责人，新四军驻桂林办事处主任。后来担任中共中央南方局组织部秘书，中共南方局工作检查委员会秘书主任，周恩来的秘书。1943年返回延安。1945年4月到6月，作为大后方代表团成员，出席中共七大。1945年8月到1949年7月，任中共中央社会（情报）部第二室副主任。
1949年9月到10月，任中共南京市委公安局党委书记。1949年11月到1950年，任中国人民解放军南京市军事管制委员会委员。后来出任中共湖南省委宣传部第一副部长，中共湖南大学党组书记，中共湖南省文联党组书记。1952年7月到1954年6月，任中共中央华南分局副秘书长、办公厅主任、宣传部副部长。1952年8月到1953年12月，任中共中央华南分局直属机关委员会书记。
1955年4月到1956年6月，任中山大学副校长。1955年8月到1956年6月，任中共中山大学党委书记。在中山大学任内，龙潜紧跟中共中央步伐，在中山大学开展政治运动。他还曾在大会上多次公开批评教授陈寅恪思想右倾，是“封建余孽”。这引起了中山大学老教师们的反感，同时这也不符合当时中共对知识分子的政策，所以龙潜受到中共广东省委的批评。后来龙潜曾到北京找周恩来诉委屈，被周恩来严厉批评。
此后龙潜任昆明工学院副院长。1962年至1966年，任中国历史博物馆馆长、党委书记。他在指书、指画方面造诣很深。
文化大革命爆发后，龙潜遭受强烈冲击。但因周恩来关照，所以在文革中期便恢复工作，担任国家出版事业管理局领导小组成员。龙潜同胡愈之是老友，时常到胡愈之处聊天，互相交换“小道消息”。约1974年，胡愈之告诉龙潜，江青接受了一个外国人采访，那人写了本《红都女皇》，毛泽东乃发脾气狠批江青。龙潜听到江青挨批，感到很高兴。不久龙潜向国家出版事业管理局领导小组的人讲了此事，国家出版事业管理局随即向上报告。王洪文批示，要求彻底追查，查出“黑后台”。鉴于龙潜和周恩来的密切关系，追查者想通过追查龙潜牵出周恩来。龙潜随即被撤职并接受无休止的批斗，但龙潜一口咬定自己是听说的，也忘记了是谁说的。他坚决没有说出胡愈之。但胡愈之听说因龙潜《红都女皇》之事被批斗，便找到国家出版事业管理局说此事是自己告诉龙潜的，自己就是“黑后台”。胡愈之是知名的民主人士，追查者对其自白不置可否，仍然揪住龙潜不放，继续批斗。直到龙潜被折磨得精神恍惚，医院开了诊断证明，这才停止批斗。
不久，1976年周恩来病逝，这令龙潜受到精神打击。一次龙潜说：昨夜播了新闻，毛主席去悼念周总理了。楼下的邻居宋一平（中华人民共和国对外文化联络委员会副主任）得知后对龙潜之女贝璐瑛说，龙潜是太希望毛主席去悼念周总理才产生这幻觉，这说明龙潜的病情加重了。贝璐瑛等家属便帮龙潜致信谷牧副总理，谷牧做了批示，龙潜去外地疗养，病情有所好转。
粉碎“四人帮”后，龙潜获得平反并恢复名誉。曾任国家出版事业管理局顾问等职。1978年3月，以全票当选第五届全国政协常务委员。
1979年1月22日，龙潜在北京病逝，享年69岁。1979年2月6日，龙潜同志追悼会在北京八宝山革命公墓礼堂举行。中共中央副主席叶剑英、邓小平、汪东兴，党和国家领导人胡耀邦、王震、方毅、吴德、赵紫阳、廖承志、谷牧，全国政协副主席宋任穷、沈雁冰、康克清、王首道等送花圈。宋任穷和国务院、全国政协、中共中央宣传部、中共中央组织部、国家出版局等单位负责人和代表，以及龙潜生前友好等数百人出席追悼会。追悼会由胡耀邦主持，康克清致悼词。

## 家庭
- 第一任妻子：为包办婚姻。和龙潜育有一子龙骥。龙潜的父亲死后，龙潜的兄弟将家产据为己有，将龙潜的第一任妻子和儿子赶出家门。第一任妻子靠织布养活儿子和自己，并省吃俭用寄钱给坐牢的龙潜。龙潜当即把钱交给监狱内的中共地下党组织。龙潜出狱后，不承认这桩包办婚姻，也没有联系第一任妻子。周恩来得知情况后，通过中共地下党组织找到龙潜的第一任妻子，当时龙潜的长子龙骥已十一、二岁，其母希望让孩子出来读书。周恩来遂安排将这对母子自四川送往延安。龙骥上学，其母学当护士。中华人民共和国成立后，其母因身体不好，很早便退职，随儿子龙骥一起生活。[4][3]
  - 长子：龙骥，第一任妻子在四川所生。在延安一直上到中学。中华人民共和国成立后，考入唐山铁道学院隧道工程专业，毕业后回四川从事铁路工作。[4][3]
- 第二任妻子：贝海燕，抗日战争初期在武汉与龙潜结婚，二人育有一子一女。1954年离婚。[4][6][3]
  - 次子：1941年由贝海燕生于延安。[4][3]
  - 长女：贝璐瑛，1945年贝海燕生。[4][3]
    - 外孙：贝志城，贝璐瑛所生，北京大学力学系1992级学生，1997年退学创业，“朱令铊中毒事件”受害者朱令的高中同学。
- 第三任妻子
  - 次女：龙云莎，第三任妻子所生。[7]
  - 三子：龙云斌，第三任妻子所生。[7]